# Місцеві громади Лесото
Райони Лесото поділяються на округи, а округи на місцеві громади.

## Місцеві громади за районом

### Береа
- Канана
- Куененг
- Макеоана
- Малуба-Лубе
- Мапотенг
- Мотанасела
- Футіатсана
- Сенекане
- Тебе-Тебе

### Бута-Буте
- Као
- Лікіла
- Лінакенг
- Ліпеланенг
- Ліхобонг
- Макуноані
- Мотенг
- Нтелле
- Секхоб
- Тса-Ле-Молека

### Лерібе
- Фен'яне
- Хленохенг
- Хомохоана
- Лімамарела
- Лінаре
- Літжотжела
- Майса-Пока
- Малаоаненг
- Манка
- Матламенг
- Менхоаненг
- Мотаті
- Мфоросане
- Пітсенг
- Сефоконг
- Серупане
- Сешоте
- Цоіліцоілі

### Мафетенг
- Коті-Се-Пола
- Макаота
- Махолане
- Малакенг
- Малуменг
- Мамантсо
- Мон'яке
- Матула
- Меці-Махоло
- Квібінг
- Рамоецана
- Таяне

### Масеру
- Абіа
- Лікаланенг
- Лілала
- Ліцабаненг
- Ліцотенг
- Маботе
- Махела
- Махоаране
- Махаленг
- Маколопецане
- Манон'яне
- Месеру Сентрал
- Мазенод
- Мохлакенг
- Мотімпосо
- Н'якособа
- Квілоане
- Квоалінг
- Ратау
- Рібаненг
- Семенконг
- Стейдіум Ереа
- Телле

### Мохалес-Хук
- Хоелен'я
- Ліхутлоаненг
- Машаленг
- Муцін'яне
- Нкау
- Памонг
- Кабане
- Кобенг
- Кобонг
- Серото
- Сілое
- Теке
- Цаба Мохеле

### Мокотлонг
- Халагалі
- Хубелу
- Лінаканенг
- Ліпамола
- Маполаненг
- Марунг
- Матеанонг
- Мацоку
- Моліка-Ліко
- Моремоголо
- Пае-Ла-Ітлацоа
- Попа
- Рафолацане
- Сакенг
- Текеселенг

### Цгачас-Нек
- Хомо-Пацоа
- Летлоепе
- Мосенекенг
- Патлонг
- Таба-Хубелу
- Вайтгілл

### Цгутінг
- Ліхолонг
- Ліпакое
- Мацаценг
- Мхоно
- Мокотжемела
- Мпакі
- Нкоебе
- Комокомонг
- Сефоронг
- Цацане

### Таба-Цека
- Бобете
- Лесобенг
- Махека
- Малеглоана
- Мацуана
- Могланапенг
- Мон'єтленг
- Мосетоа
- Мпе-Лебеко
- Сегонгонг
- Сенотонг
- Таба-Чіт'я
- Таба-Холо